# خط تسون وان
خط تسون وان (انگلیسی: Tsuen Wan line) یکی از خطوط مترو ام‌تی‌آر در هنگ کنگ است.
این خط که در سال ۱۹۸۲ تأسیس شده دارای ۱۶ ایستگاه و ۱۶ کیلومتر طول است.

## نگارخانه

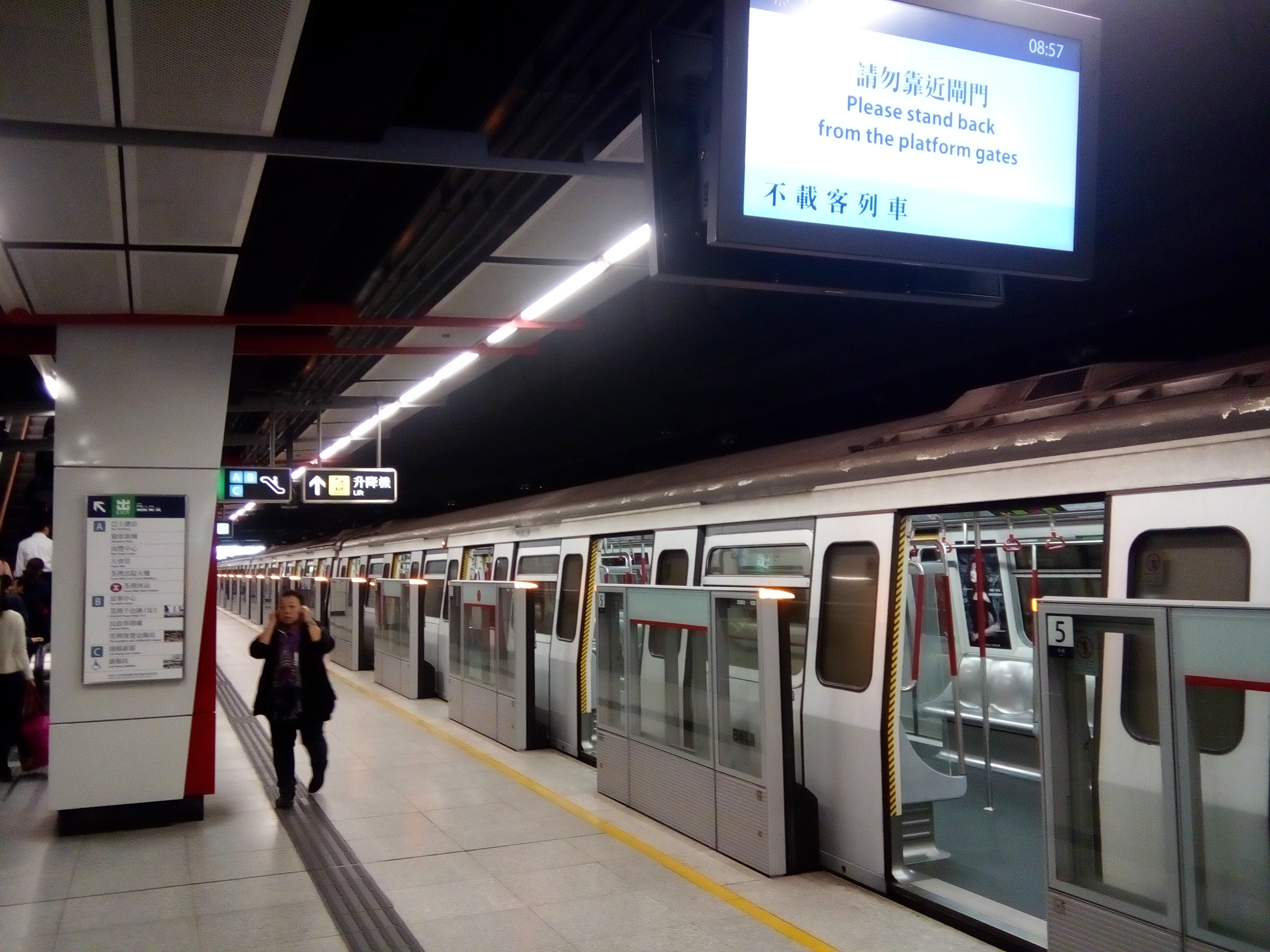
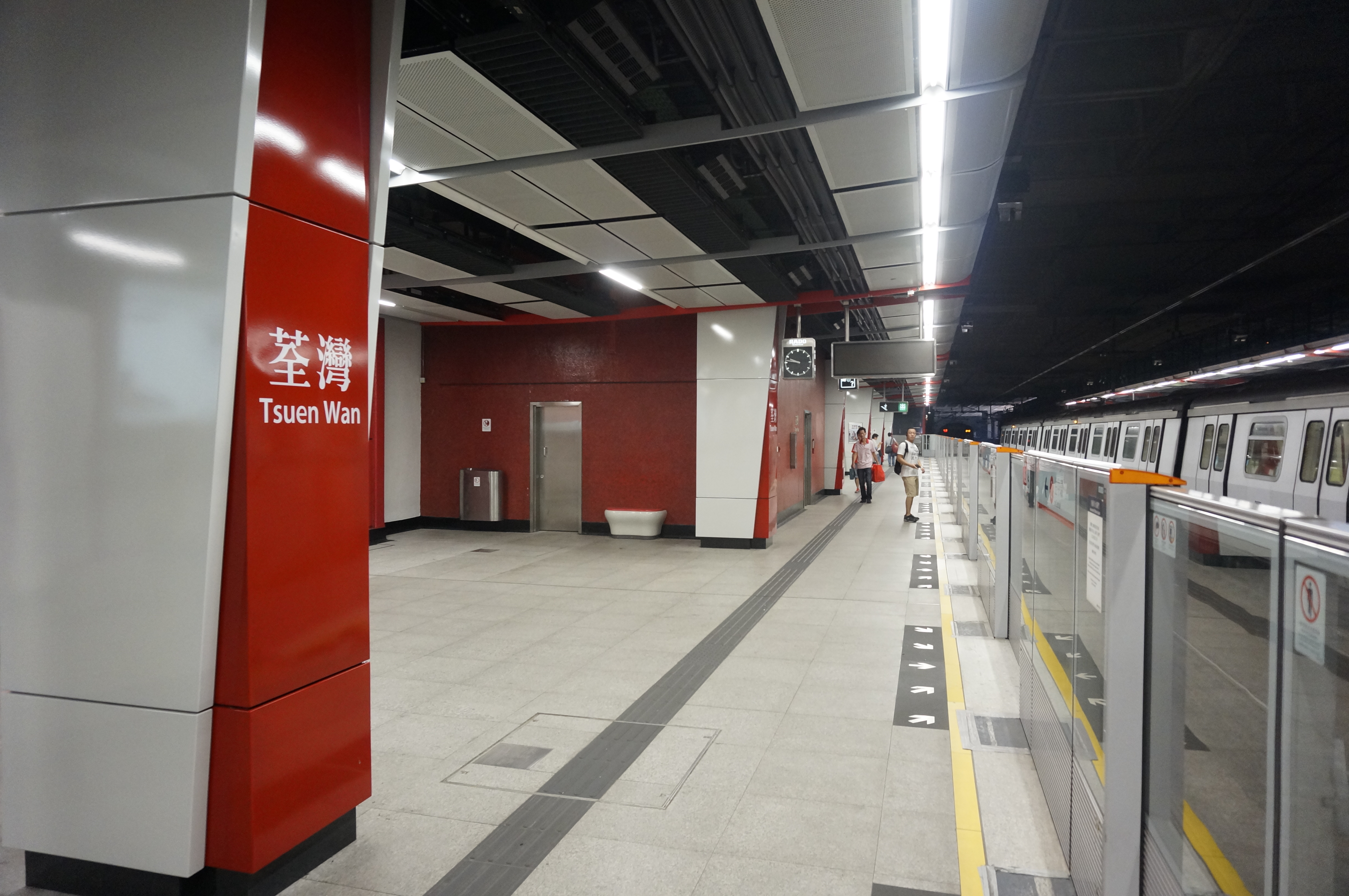
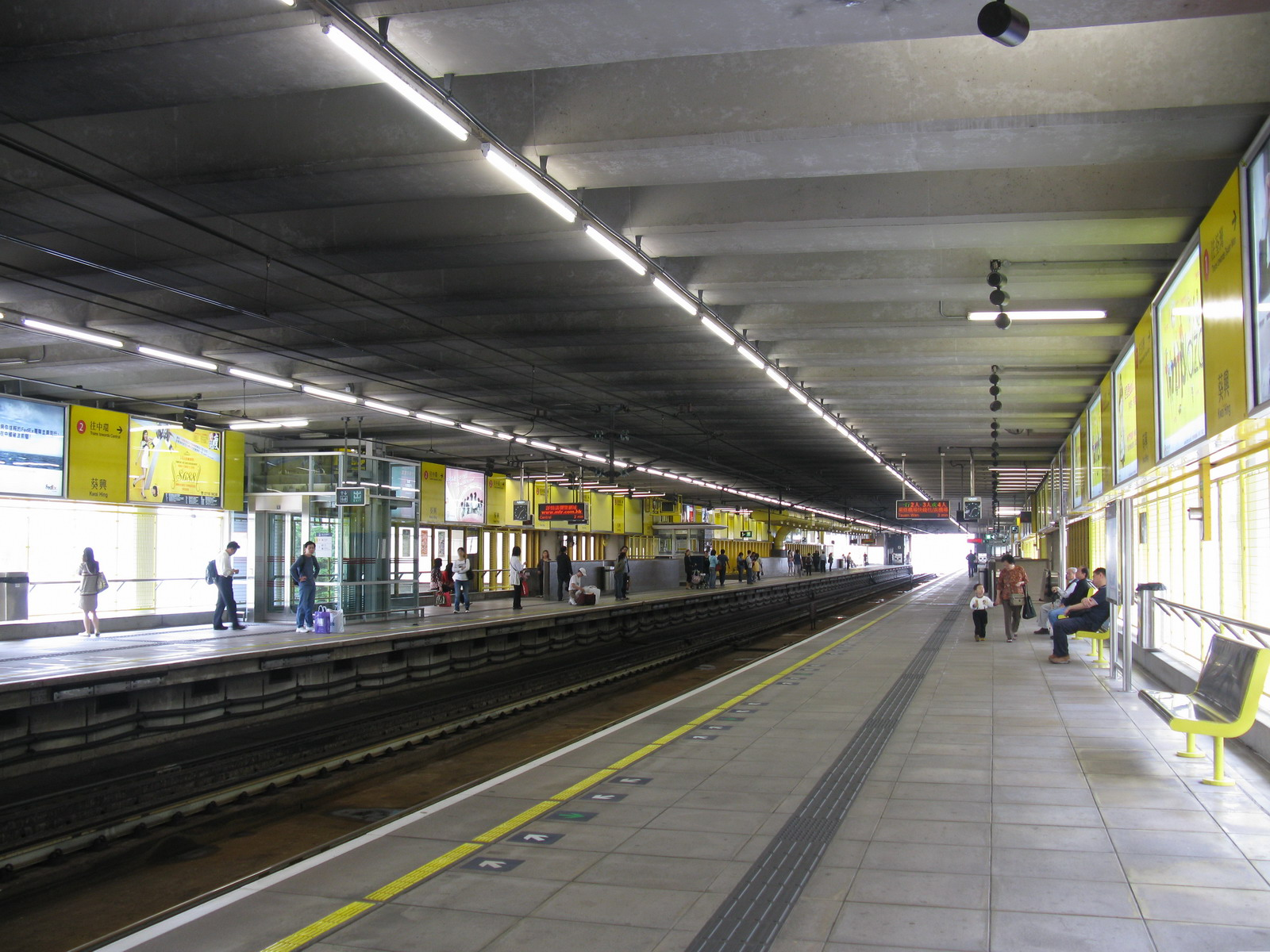
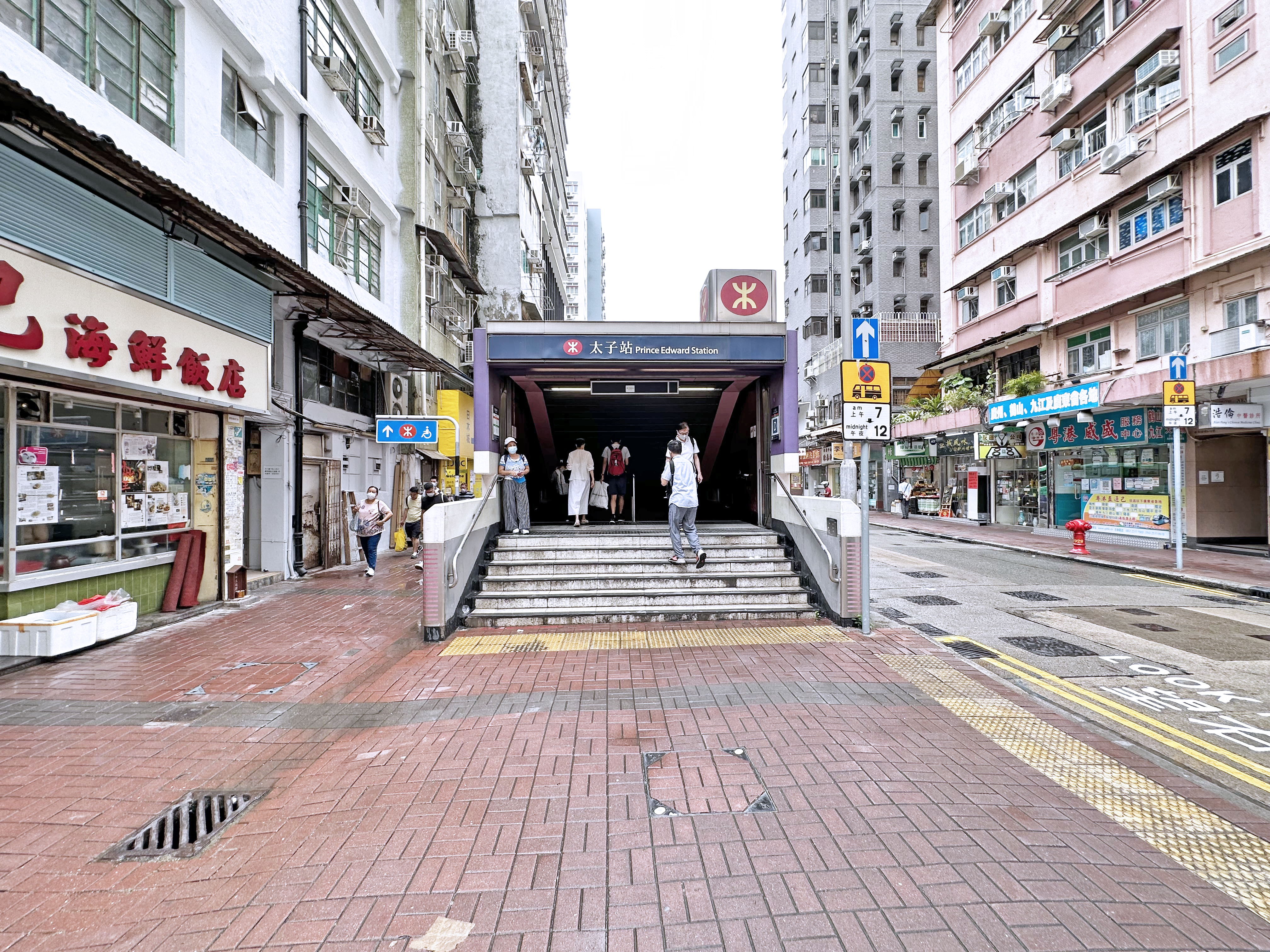